# Patricia (film)
Pour les articles homonymes, voir Patricia.
Pour plus de détails, voir Fiche technique et Distribution.
Patricia est un film français réalisé par Paul Mesnier, sorti en 1942.

## Synopsis
L'habit ne fait pas le moine ni la voix cassante la méchanceté. Car si Laurie Pressac, une vieille fille autoritaire qui régit le domaine du Clos d'une main de fer, était si antipathique, aurait-elle élevé sa nièce Patricia, que lui a confié un père léger, en plus de quatre orphelins ? Certainement pas, ce dont sont convaincus ses cinq poussins : Patricia, Dominique, Fabien, Jean et Chantal. Les années passent et chacun des cinq tentent de trouver sa voie. Mais Jean et Patricia ne vivent que pour le Clos. Le père de Patricia réapparait lorsqu'elle a 20 ans. Elle le rejoint à Paris et une vie nouvelle s'offre à elle dans le luxe avec de nouvelles relations. André Vernon la demande en mariage, mais elle refuse la proposition et repart au Clos épouser Jean.

## Fiche technique
- Titre : Patricia
- Titre secondaire : Patricia, fille de France
- Réalisation : Paul Mesnier
- Assistant-réalisateur : Raoul André
- Scénario et dialogues : Pierre Heuzé
- Adaptation : Pierre Heuzé, Paul Mesnier
- Photographie : Georges Clerc
- Musique : Roger-Roger
- Chant : Ave Maria d'Adolphe Borchard, interprété par Jacques Jansen
- Décors : Roland Quignon
- Son : Louis Perrin
- Producteur : Camille Tramichel
- Société de production : Société de Production et d'Edition Cinématographique (SPC)
- Société de distribution : Les Films Vog
- Tournage : à partir du 26 mai 1942
- Pays de production :  France
- Format : Noir et blanc - 1,37:1 - 35 mm - Son : Mono
- Genre : Comédie
- Durée : 90 minutes (1 h 30)
- Date de sortie : 
  - France : 27 octobre 1942

## Distribution
- Gabrielle Dorziat : Laurie Pressat, la tante sévère mais au cœur d'or de Patricia; qui l'a élevée ainsi que quatre orphelins sur son domaine du Clos
- Louise Carletti : Patricia, sa nièce, très attachée à sa tante et au domaine du Clos
- Maï Bill : Chantal, l'une des quatre orphelins élevés par Tante Laurie, qui étudie à présent le chant pour devenir cantatrice
- Georges Grey : Dominique, l'un des quatre orphelins élevés par Tante Laurie, à présent étudiant en médecine
- Hubert de Malet : Jean, l'un des quatre orphelins élevés par Tant Laurie, très attaché au domaine du Clos
- Jean Servais : Fabien, l'un des quatre orphelins élevés par Tante Laurie, à présent étudiant peu assidu aux beaux arts
- André Alerme : Le curé
- René Génin : Jouset
- Maurice Escande : André Vernon
- Aimé Clariond : Jacques Pressat
- Alfred Baillou : Le mendiant
- Liliane Bert : La bonne
- Jacqueline Cartier : Sandrine
- Nicole Cattine : Patricia enfant
- Bernard Daydé : François
- Violette France : Le modèle
- Michel François : Fabien enfant
- Jacques Jansen
- Bernard La Jarrige : Le gars du village
- Yette Lucas : Rose
- Bernard Manuel : Jean enfant
- Serge Pagès : Dominique enfant
- Suzanne Pillet : L'infirmière
- Maurice Salabert
- René Stern : Le domestique de Pressat
- Arlette Wherly : Chantal enfant
- Mademoiselle Thomas